# 31. ročník People's Choice Awards
31. ročník People's Choice Awards se konal 9. ledna 2005 v Pasadena Civic Auditorium v Pasadeně. Moderátorem večera byli Jason Alexander a Malcolm-Jamal Warner. Ceremoniál vysílala stanice CBS. Poprvé v historii se hlasovala prostřednictvím online hlasování.

## Nominace a vítězové
Tučně jsou označeni vítězové.

### Film[1][2]
| Nejoblíbenější film | Nejlepší filmové drama |
| --- | --- |
| Fahrenheit 9/11 - Shrek 2 - Spider-Man 2 - Věčný svit neposkvrněné mysli - Úžasňákovi | Umučení Krista - Bournův mýtus - Collateral - Ray - Hledání Země Nezemě |
| Nejoblíbenější sequel | Nejoblíbenější filmový herec |
| Shrek 2 - Harry Potter a vězeň z Azkabanu - Spider-Man 2 - Bridget Jonesová: S rozumem v koncích - Kill Bill 2 | Johnny Depp - Tom Hanks - Denzel Washington - Tom Cruise - George Clooney |
| Nejoblíbenější filmová herečka | Nejoblíbenější herec v hlavní roli |
| Julia Roberts - Nicole Kidman - Reese Witherspoonová - Charlize Theron - Julianne Moore | Brad Pitt - Jim Carrey - Jude Law - Colin Farrell - Zach Braff |
| Nejoblíbenější herečka v hlavní roli | Nejoblíbenější herec: akční |
| Renée Zellweger - Drew Barrymoreová - Jennifer Garnerová - Kate Winslet - Natalie Portman | Will Smith - Matt Damon - Viggo Mortensen - Tobey Maguire - Viggo Mortensen |
| Nejoblíbenější herečka: akční | Nejoblíbenější animovaný film |
| Angelina Jolie - Halle Berryová - Uma Thurman - Kate Beckinsale - Keira Knightley | Shrek 2 - Úžasňákovi - Team America: Světovej policajt - Spongebob v kalhotách: Film - Polární expres |
| Nejoblíbenější filmová komedie | Nejoblíbenější pár |
| Shrek 2 - Přes noc třicítkou - Bridget Jonesová: S rozumem v koncích - Protivný sprostý holky - Zprávař: Příběh Rona Burgundyho                                                                                              | - Drew Barrymoreová a Adam Sandler, 50× a stále poprvé - Kate Winslet a Johnny Depp, Hledání Země Nezemě - Kirsten Dunst a Tobey Maguire, Spider-Man 2 - Ben Stiller a Owen Wilson, Starsky a Hutch - Kate Winslet a Jim Carrey, Věčný svit neposkvrněné mysli |
| Nejoblíbenější filmový zloduch | Nejoblíbenější animovaná postava |
| Víla kmotřička, Jennifer Saunders, Shrek 2 - Bill, David Carradine, Kill Bill 2 - Doc Ock, Alfred Molina, Spider-Man 2 - Elle Driver, Daryl Hannah, Kill Bill 2 - Sirius Black, Gary Oldman, Harry Potter a vězeň z Azkabanu | Oslík, Eddie Murphy, Shrek 2 - Kocour v botách, Antonio Banderas, Shrek 2 - Shrek, Mike Myers, Shrek 2 - Frozone, Samuel L. Jackson, Úžasňákovi - Elastička, Holly Hunter, Úžasňákovi                                                                          |

### Televize
| Nejoblíbenější televizní komedie | Nejoblíbenější televizní drama |
| --- | --- |
| Will a Grace - Raymonda má každý rád - Zlatá sedmdesátá - Scrubs: Doktůrci - Arrested Development                                               | Kriminálka Las Vegas - Gilmorova děvčata - O.C. - Rodina Sopránů - Alias                                                                                            |
| Nejoblíbenější nový televizní seriál: drama | Nejoblíbenější nový televizní seriál: komedie |
| Zoufalé manželky - Kriminálka New York - Ztraceni - Kauzy z Bostonu - Jack & Bobby                                                              | Joey - Chlapi sobě - Father of the Pride - Quintuplets - Vincentův svět                                                                                             |
| Nejoblíbenější televizní herec | Nejoblíbenější televizní herečka |
| Matt LeBlanc, Joey - Zach Braff, Scrubs: Doktůrci - Matthew Fox, Ztraceni - James Spader, Kauzy z Bostonu - Jason Bateman, Arrested Development | Marg Helgenberger, Kriminálka Las Vegas - Jennifer Garnerová, Alias - Debra Messing, Will a Grace - Lauren Graham, Gilmorova děvčata - Megan Mullally, Will a Grace |
| Nejoblíbenější reality show (makeover) | Nejoblíbenější reality-show (soutěž) |
| - Vítejte doma! - Queer Eye for the Straight Guy - Trading Spaces - Vyšperkuj mi káru - What Not to Wear                                        | American Idol - The Amazing Race - The Apprentice - Kdo přežije - Last Comic Standing                                                                               |
| Nejoblíbenější reality-show (další) | Nejoblíbenější moderátor noční talk-show |
| - Newlyweds: Nick and Jessica - The Real World - Výměna manželek USA - The Surreal Life - Airline                                               | David Letterman - Jay Leno - Conan O'Brien - Jimmy Kimmel - Jon Stewart                                                                                             |
| Nejoblíbenější moderátor denní talk-show | |
| Ellen DeGeneres - Oprah Winfrey - Phil McGraw - Regis Philbin a Kelly Ripa - Tony Danza                                                         | |

### Hudba
| Nejoblíbenější zpěvačka | Nejoblíbenější zpěvák |
| --- | --- |
| Alicia Keys - Sheryl Crow - Avril Lavigne - Norah Jones - Sarah McLachlan | Usher - Josh Groban - John Mayer - Prince - Eminem |
| Nejoblíbenější country zpěvačka | Nejoblíbenější country zpěvák |
| Shania Twain - Loretta Lynnová - Martina McBride - Reba McEntire - LeAnn Rimes | Tim McGraw - Jimmy Buffet - Alan Jackson - Toby Keith - Willie Nelson |
| Nejoblíbenější skupina | Nejoblíbenější country skupina |
| U2 - Maroon 5 - OutKast - No Doubt - Evanescence | Brooks & Dunn - Alison Krauss & Union Station - Lonestar - Rascal Flatts - SheDaisy |
| Nejoblíbenější kolaborace | Nejoblíbenější remake |
| Lil Jon, Ludacris a Usher („Yeah!“) - Christina Aguilera, Missy Elliott a Lil Kim („Carwash“) - The Black Eyed Peas a Justin Timberlake („Where is the Love“) - Norah Jones a Dolly Parton („The Grass is Blue“) - Britney Spears a Madonna („Me Against the Music“) | „The First Cut is the Deepest“, Sheryl Crow - „Carwash“, Christina Aguilera, Missy Elliott, Lil' Kim - „It's My Life“, No Doubt - „Livin' La Vida Loca“, Antonio Banderas a Eddie Murphy - „Take My Breath Away“, Jessica Simpson |

### Osoby
| Nejoblíbenější vtipná hvězda – muž                                                   | Nejoblíbenější vtipná hvězda – žena                                                |
| ------------------------------------------------------------------------------------ | ---------------------------------------------------------------------------------- |
| Jim Carrey - Will Ferrell - Jon Stewart - Ben Stiller - Jack Black                   | Ellen DeGeneres - Tina Fey - Debra Messing - Megan Mullally - Wanda Sykesová       |
| Nejoblíbenější účes                                                                  | Nejoblíbenější vzhled                                                              |
| Jennifer Garnerová - Kate Hudson - Courteney Cox - Penelope Cruz - Charlize Theron   | Kate Hudson - Cameron Diaz - Natalie Portman - Brandy Norwood - Scarlett Johansson |
| Nejoblíbenější úsměv                                                                 |                                                                                    |
| Julia Roberts - Jennifer Lopez - Sarah Jessica Parker - Rosario Dawson - Aisha Tyler |                                                                                    |